# Аллам, Родней Джон
Родней Джон Аллам (англ. Rodney John Allam; род. 1940) — английский инженер и учёный, профессор, изобретатель Цикла Аллама, сотрудник Institution of Chemical Engineers (IChemE).

## Биография
Родился в 1940 году в Великобритании в городе Сент-Хеленс графства Мерсисайд.
Более сорока лет работал в компании Air Products & Chemicals, став в ней директором по развитию технологий. Также был приглашенным профессором в Имперском колледже Лондона. Являлся членом Межправительственной группы экспертов по изменению климата, в 2007 году удостоенной Нобелевской премии (Родней Аллам вместе с Альбертом Гором был в числе награждённых). Затем работал в компании 8 Rivers Capital.

## Заслуги
- В 2004 году Родней Аллам стал кавалером ордена Британской империи.
- В 2012 году Аллам был удостоен премии «Глобальная энергия» за работу над процессами и выработкой электроэнергии (вместе с российскими учеными Валерием Костюком и Борисом Каторгиным).[2] По состоянию на январь 2017 года он являлся председателем международного комитета по присуждению этой премии.
- Почётный доктор Московского энергетического института (2017).[3]
- Благодарность Президента Российской Федерации (4 мая 2018 года) — за большой вклад в развитие международного научного сотрудничества[4]